# Lujo Adamović
Lujo Adamović, auch Lulji und Lucian, (* 31. Juli 1864 in Rovinj; † 19. Juli 1935 in Dubrovnik) war ein österreich-ungarischer, serbischer, dann jugoslawischer Botaniker und Pflanzensammler. Sein offizielles botanisches Autorenkürzel lautet „Adamović“.

## Leben
Adamović wurde in Rovinj geboren und wuchs in Dubrovnik auf. Er studierte in Wien und Berlin bei Anton Kerner von Marilaun sowie Adolf Engler.
Adamović war als königlich serbischer Gymnasiallehrer im serbischen Zaječar, Pirot, Gornji Milanovac und Vranje tätig. Von 1901 bis 1905 war Adamović Direktor des Botanischen Gartens Belgrad Jevremovac. Er lebte zeitweise in Wien und in Italien. In Wien war Adamović Privatdozent für Pflanzengeographie. Als assoziiertes Mitglied der Jugoslawischen Akademie für Wissenschaft und Künste in Zagreb publizierte hierin zur Flora Dalmatiens, der Herzegowina, Serbiens und Montenegros.

## Wissenschaftliche Arbeit
Adamović beschäftigte sich vornehmlich mit der Vegetation der Balkanhalbinsel. Zu seiner Zeit gehörte er zu den besten Kennern der Vegetation und Flora Südosteuropas und hat dazu grundlegende Werke verfasst. Im Mentor Richard von Wettstein besaß er einen wichtigen Fürsprecher für seine Forschungsaufenthalte in den Regionen der Donautiefebene, Rumänien, Makedonien, Bulgarien, Thrakien, Thessalien, sowie der Apenninhalbinsel, durch die er ein umfassendes Wissen zu den Pflanzenformationen Südosteuropas und der Mediterraneis bekam. Insbesondere war seine Kenntnis der Flora und Vegetation Dalmatiens, Bosniens und der Herzegowina, Montenegros und Albaniens grundlegend.
Adamović prägte für gebüschreiche Formationen dieser Karstländer der Dinariden die  Begriffe Šibljak und Pseudomacchie, die Eingang in die Vegetationsgeographische Fachterminologie gefunden haben.
Von 1896 bis 1910 war er Herausgeber des Exsiccatenwerkes „Plantae balcanicae exsiccatae“. Zum von Adolf Engler und Carl Georg Oskar Drude herausgegebenen Werk „Die Vegetation der Erde“ trug er Band 11, „Die Vegetationsverhältnisse der Balkanländer“ (1909), bei.
Wichtigste floristische Arbeit Adamovićs war die Bearbeitung der Flora Montenegros („Građa za floru kraljevine Crne Gore“), die jedoch sowohl in Josef Rohlenas „Conspectus Florae montenegrinae“ wie in August von Hayeks „Prodromus Florae Peninsulae Balcanicae“ unberücksichtigt blieb. Für diese Flora Montenegros hatte Adamović zwischen 1905 und 1911 verschiedene Reisen unternommen und dabei mehrmals auf dem Orjen, Komovi und Durmitor an die 1000 Belege der Flora der Südostdinariden zusammengetragen. Adamović war in Montenegro nach Josif Pančić überhaupt erst der zweite Botaniker der wieder auf der Velika Jastrebica in der Bijela gora Pflanzen sammelte. Nach Adamović gab es hier bisher auch noch keine weiteren floristisch-botanischen Forschungen.
Adamovićs Herbar ging zum einen Teil nach Wien und Prag.
Nach dem Ersten Weltkrieg kehrte er nach Dubrovnik zurück, wo er 1935 starb.

## Schriften
- Die Pflanzenwelt Dalmatiens. W. Klinkhardt, Leipzig 1911 doi:10.5962/bhl.title.9966
- Građa za floru kraljevine Crne Gore (= Rad Jugoslavenska Akademija Nauke i Umetnosti. Band 195). Zagreb 1913.
- Führer durch die Natur der nördlichen Adria. Mit besonderer Berücksichtigung von Abbazia. Hartleben, Wien/Leipzig 1915.
- Die Pflanzenwelt der Adrialänder. 1929.
- Italien. 1930.
- Die pflanzengeographische Stellung und Gliederung Italiens. 1933.